# 175 (număr)
175 (o sută șaptezeci și cinci) este numărul natural care urmează după 174 și precede pe 176 într-un șir crescător de numere naturale.

## În matematică
175
- Este un număr compus.[1]
- Este un număr deficient.[2][3]
- Este un număr rotund.[4][5]
- Este un număr Ulam.[6]
- Este un număr Zuckerman.
- Este un număr decagonal.[7][8]
- Este un 19-gonal.[9][10]
- Este un număr centrat n-gonal.[11]
- Este constanta magică a pătratului magic 7×7.
- Este numărul de soluții pentru problema damelor pe tabla de 7×7.
- Este suma cifrelor sale ridicate la puterea ordinii lor: {\displaystyle 175=1^{1}+7^{2}+5^{3}\,}. Această proprietate o mai au numerele 135, 518, 598 și 1306.

## În știință

### În astronomie
- Obiectul NGC 175 (identic cu NGC 171) din New General Catalogue este o galaxie spirală barată cu o magnitudine 12,95 în constelația Balena.
- 175 Andromache este un asteroid mare din centura principală.
- 175P/Hergenrother (Hergenrother 2) este o cometă periodică din sistemul nostru solar.

## În alte domenii
175 se poate referi la:
- Faptul că Biblia spune că Abraham a trăit 175 de ani.[12]
- Paragraph 175, un documentar din 2000 prezentat de Rupert Everett.
- Chitara de jazz Gibson ES-175.